# St Lawrence Extra
St Lawrence Extra var en civil parish från 1894 till 1935 då den blev en del av Ramsgate, i grevskapet Kent, i England. Civil parish var belägen 21 km från Canterbury och hade 725 invånare år 1931.